# Lepilemur grewcocki
Lepilemur grewcocki is een zoogdier uit de familie van de wezelmaki's (Lepilemuridae). De wetenschappelijke naam van de soort werd voor het eerst geldig gepubliceerd door Louis et al. in 2006. De soort is genoemd naar Bill en Berniece Grewcock, die steun verleenden aan het veldwerk van de beschrijvers van deze soort.

## Kenmerken
L. grewcocki is een middelgrote, grijze wezelmaki. Het gewicht bedraagt 0,78 kg. Het voorste deel van het gezicht is wit of lichtroze. Over de bovenkant van het hoofd loopt een donkere streep, die soms tot op de rug doorloopt. De buik is wit tot lichtgrijs. De staart is grijs.

## Verspreiding
De soort komt voor in het Anjiamangirana-gebied (tussen de rivieren Mahajamba, Maevarano en Sofia) op Madagaskar. De verspreiding van deze soort ligt het dichtste bij die van L. sahamalazensis, maar genetisch is hij nauwer verwant aan Milne-Edwards wezelmaki (L. edwardsi).
Lepilemur aeeclis · Lepilemur ahmansoni · Lepilemur ankaranensis · Lepilemur betsileo · Grijsrugwezelmaki (Lepilemur dorsalis) · Milne-Edwards wezelmaki (Lepilemur edwardsi) · Lepilemur fleuretae · Lepilemur grewcocki · Lepilemur hollandorum · Lepilemur hubbardi · Lepilemur jamesi · Witvoetwezelmaki (Lepilemur leucopus) · Kleintandwezelmaki (Lepilemur microdon) · Lepilemur milanoii · Grote wezelmaki (Lepilemur mustelinus) · Lepilemur otto · Lepilemur petteri · Lepilemur randrianasoloi · Roodstaartwezelmaki (Lepilemur ruficaudatus) · Lepilemur sahamalaza · Lepilemur scottorum · Lepilemur seali · Noordelijke wezelmaki (Lepilemur septentrionalis) · Lepilemur tymerlachsoni · Lepilemur wrighti